# Кол, Хэйли Мари
Хэ́йли Мари́ Кол (англ. Hayley Marie Kohle; 6 мая 1982, Бусижур, Манитоба, Канада — 11 октября 2008, Милан, Италия) — канадская фотомодель.

## Биография
Хэйли Мари Кол начала свою карьеру фотомодели в начале 2000-х годов. Была международно известной моделью. В течение семи лет, до 2008 года, она работала в Канаде, США, Греции, Италии, Германии и Англии.
26-летняя Кол покончила жизнь самоубийством 11 октября 2008 года, спрыгнув с балкона своей квартиры на 7-м этаже в Милане (Италия). Была похоронена 20 октября  в родном Бусижуре (провинция Манитоба, Канада).